# Рока д'Евандро
Ро̀ка д'Ева̀ндро (на италиански: Rocca d'Evandro) е малко градче и община в Южна Италия, провинция Казерта, регион Кампания. Разположено е на 83 m надморска височина. Населението на общината е 3437 души (към 2010 г.).